# ريمون كولس
ريمون كولس (بالإنجليزية: Raymond Cowels)‏ مواليد 18 نوفمبر 1990 في شيكاغو، هو لاعب كرة سلة محترف أمريكي بدأ مسيرته الاحترافية في سنة 2013 يلعب في الدوري النيوزيلندي لكرة السلة ويحمل الرقم 18. يبلغ طوله 6 قدم 4 بوصة (1.9 م).

## روابط خارجية
- ريمون كولس على موقع كرة السلة الأوروبية.كوم (الإنجليزية)
- ريمون كولس على موقع كلية كرة السلة في سبورتس رفرنس.كوم (الإنجليزية)
- ريمون كولس على موقع ريلجم (الإنجليزية)
- ريمون كولس على موقع بروبوليرز (الإنجليزية)
- ريمون كولس على موقع سبورتس رفرنس (الإنجليزية)